# Alfred François
Alfred François est un homme politique français né le 27 décembre 1833 à Abbeville (Somme) et mort le 16 janvier 1892 à Abbeville.
Avoué, il est conseiller municipal d'Abbeville en 1870 et adjoint au maire en 1874 et maire de 1884 à 1892. Il est conseiller d'arrondissement de 1884 à 1892 et député de la Somme de 1889 à 1892, siégeant à gauche, chez les républicains.